# International Champions Cup de 2018
A International Champions Cup de 2018 foi um torneio amistoso de futebol disputado por 18 equipes, sendo seis da Premier League: Arsenal, Chelsea, Liverpool, Manchester City, Manchester United e Tottenham, três da La Liga: Atlético de Madrid, Barcelona, Real Madrid, quatro da Serie A: Internazionale, Juventus, Milan, Roma, dois da Bundesliga: Bayern de Munique e Borussia Dortmund, dois da Ligue 1: Lyon, Paris Saint-Germain e um da Primeira Liga: Benfica.

## Participantes
Um total de 18 equipes participarão do torneio. Os participantes foram anunciados em quatro ondas nos dias 10, 11, 12 e 17 de abril de 2018.
 Em 18 de junho, o Lyon substituiu o Sevilla na competição.
| País       | Clube               | Cidade     | Liga           |
| ---------- | ------------------- | ---------- | -------------- |
| Inglaterra | Arsenal             | Londres    | Premier League |
| Inglaterra | Chelsea             | Londres    | Premier League |
| Inglaterra | Liverpool           | Liverpool  | Premier League |
| Inglaterra | Manchester City     | Manchester | Premier League |
| Inglaterra | Manchester United   | Manchester | Premier League |
| Inglaterra | Tottenham           | Londres    | Premier League |
| França     | Lyon                | Lyon       | Ligue 1        |
| França     | Paris Saint-Germain | Paris      | Ligue 1        |
| Alemanha   | Bayern de Munique   | Munique    | Bundesliga     |
| Alemanha   | Borussia Dortmund   | Dortmund   | Bundesliga     |
| Itália     | Internazionale      | Milan      | Serie A        |
| Itália     | Juventus            | Turim      | Serie A        |
| Itália     | Milan               | Milan      | Serie A        |
| Itália     | Roma                | Roma       | Serie A        |
| Portugal   | Benfica             | Lisboa     | Primeira Liga  |
| Espanha    | Atlético de Madrid  | Madrid     | La Liga        |
| Espanha    | Barcelona           | Barcelona  | La Liga        |
| Espanha    | Real Madrid         | Madrid     | La Liga        |

## Sedes
Originalmente, 22 locais para a International Champions Cup foram anunciados em 13 e 17 de abril de 2018, mas depois foram aumentados para 23. Destes, 15 estão nos Estados Unidos, 7 na Europa e 1 em Cingapura.
Depois de o Sevilla ter sido eliminado (substituído pelo Lyon), os jogos que se vão realizar em Varsóvia e Zurique foram cancelados e substituídos por jogos em Londres e Faro - Loulé. As duas partidas do Chelsea foram transferidas de Gotemburgo e Solna para Nice e Dublin, respectivamente.
| Ann Arbor           | Arlington | Carson | Charlotte | Chicago | East Rutherford    |
| ------------------- | --- | --- | --- | --- | ------------------ |
| Michigan Stadium    | AT&T Stadium | StubHub Center | Bank of America Stadium | Soldier Field | MetLife Stadium    |
| Capacidade: 107.601 | Capacidade: 80.000 | Capacidade: 27.000 | Capacidade: 75.525 | Capacidade: 61.500 | Capacidade: 82.500 |
|                     | | | | |                    |
| Harrison            | Ann Arbor Arlington Carson Charlotte Chicago East Rutherford Harrison Landover Miami Gardens Minneapolis Pasadena Philadelphia Pittsburgh San Diego Santa Clara | Ann Arbor Arlington Carson Charlotte Chicago East Rutherford Harrison Landover Miami Gardens Minneapolis Pasadena Philadelphia Pittsburgh San Diego Santa Clara | Ann Arbor Arlington Carson Charlotte Chicago East Rutherford Harrison Landover Miami Gardens Minneapolis Pasadena Philadelphia Pittsburgh San Diego Santa Clara | Ann Arbor Arlington Carson Charlotte Chicago East Rutherford Harrison Landover Miami Gardens Minneapolis Pasadena Philadelphia Pittsburgh San Diego Santa Clara | Landover           |
| Red Bull Arena      | Ann Arbor Arlington Carson Charlotte Chicago East Rutherford Harrison Landover Miami Gardens Minneapolis Pasadena Philadelphia Pittsburgh San Diego Santa Clara | Ann Arbor Arlington Carson Charlotte Chicago East Rutherford Harrison Landover Miami Gardens Minneapolis Pasadena Philadelphia Pittsburgh San Diego Santa Clara | Ann Arbor Arlington Carson Charlotte Chicago East Rutherford Harrison Landover Miami Gardens Minneapolis Pasadena Philadelphia Pittsburgh San Diego Santa Clara | Ann Arbor Arlington Carson Charlotte Chicago East Rutherford Harrison Landover Miami Gardens Minneapolis Pasadena Philadelphia Pittsburgh San Diego Santa Clara | FedExField         |
| Capacidade: 26.104  | Ann Arbor Arlington Carson Charlotte Chicago East Rutherford Harrison Landover Miami Gardens Minneapolis Pasadena Philadelphia Pittsburgh San Diego Santa Clara | Ann Arbor Arlington Carson Charlotte Chicago East Rutherford Harrison Landover Miami Gardens Minneapolis Pasadena Philadelphia Pittsburgh San Diego Santa Clara | Ann Arbor Arlington Carson Charlotte Chicago East Rutherford Harrison Landover Miami Gardens Minneapolis Pasadena Philadelphia Pittsburgh San Diego Santa Clara | Ann Arbor Arlington Carson Charlotte Chicago East Rutherford Harrison Landover Miami Gardens Minneapolis Pasadena Philadelphia Pittsburgh San Diego Santa Clara | Capacidade: 82.000 |
|                     | Ann Arbor Arlington Carson Charlotte Chicago East Rutherford Harrison Landover Miami Gardens Minneapolis Pasadena Philadelphia Pittsburgh San Diego Santa Clara | Ann Arbor Arlington Carson Charlotte Chicago East Rutherford Harrison Landover Miami Gardens Minneapolis Pasadena Philadelphia Pittsburgh San Diego Santa Clara | Ann Arbor Arlington Carson Charlotte Chicago East Rutherford Harrison Landover Miami Gardens Minneapolis Pasadena Philadelphia Pittsburgh San Diego Santa Clara | Ann Arbor Arlington Carson Charlotte Chicago East Rutherford Harrison Landover Miami Gardens Minneapolis Pasadena Philadelphia Pittsburgh San Diego Santa Clara |                    |
| Miami Gardens       | Ann Arbor Arlington Carson Charlotte Chicago East Rutherford Harrison Landover Miami Gardens Minneapolis Pasadena Philadelphia Pittsburgh San Diego Santa Clara | Ann Arbor Arlington Carson Charlotte Chicago East Rutherford Harrison Landover Miami Gardens Minneapolis Pasadena Philadelphia Pittsburgh San Diego Santa Clara | Ann Arbor Arlington Carson Charlotte Chicago East Rutherford Harrison Landover Miami Gardens Minneapolis Pasadena Philadelphia Pittsburgh San Diego Santa Clara | Ann Arbor Arlington Carson Charlotte Chicago East Rutherford Harrison Landover Miami Gardens Minneapolis Pasadena Philadelphia Pittsburgh San Diego Santa Clara |                    |
| Hard Rock Stadium   | Ann Arbor Arlington Carson Charlotte Chicago East Rutherford Harrison Landover Miami Gardens Minneapolis Pasadena Philadelphia Pittsburgh San Diego Santa Clara | Ann Arbor Arlington Carson Charlotte Chicago East Rutherford Harrison Landover Miami Gardens Minneapolis Pasadena Philadelphia Pittsburgh San Diego Santa Clara | Ann Arbor Arlington Carson Charlotte Chicago East Rutherford Harrison Landover Miami Gardens Minneapolis Pasadena Philadelphia Pittsburgh San Diego Santa Clara | Ann Arbor Arlington Carson Charlotte Chicago East Rutherford Harrison Landover Miami Gardens Minneapolis Pasadena Philadelphia Pittsburgh San Diego Santa Clara |                    |
| Capacidade: 66.655  | Ann Arbor Arlington Carson Charlotte Chicago East Rutherford Harrison Landover Miami Gardens Minneapolis Pasadena Philadelphia Pittsburgh San Diego Santa Clara | Ann Arbor Arlington Carson Charlotte Chicago East Rutherford Harrison Landover Miami Gardens Minneapolis Pasadena Philadelphia Pittsburgh San Diego Santa Clara | Ann Arbor Arlington Carson Charlotte Chicago East Rutherford Harrison Landover Miami Gardens Minneapolis Pasadena Philadelphia Pittsburgh San Diego Santa Clara | Ann Arbor Arlington Carson Charlotte Chicago East Rutherford Harrison Landover Miami Gardens Minneapolis Pasadena Philadelphia Pittsburgh San Diego Santa Clara |                    |
|                     | Ann Arbor Arlington Carson Charlotte Chicago East Rutherford Harrison Landover Miami Gardens Minneapolis Pasadena Philadelphia Pittsburgh San Diego Santa Clara | Ann Arbor Arlington Carson Charlotte Chicago East Rutherford Harrison Landover Miami Gardens Minneapolis Pasadena Philadelphia Pittsburgh San Diego Santa Clara | Ann Arbor Arlington Carson Charlotte Chicago East Rutherford Harrison Landover Miami Gardens Minneapolis Pasadena Philadelphia Pittsburgh San Diego Santa Clara | Ann Arbor Arlington Carson Charlotte Chicago East Rutherford Harrison Landover Miami Gardens Minneapolis Pasadena Philadelphia Pittsburgh San Diego Santa Clara |                    |
| Minneapolis         | Pasadena | Philadelphia | Pittsburgh | San Diego | Santa Clara        |
| U.S. Bank Stadium   | Rose Bowl | Lincoln Financial Field | Heinz Field | SDCCU Stadium | Levi's Stadium     |
| Capacidade: 64.767  | Capacidade: 90.888 | Capacidade: 69.176 | Capacidade: 69.690 | Capacidade: 70.561 | Capacidade: 68.500 |
|                     | | | | |                    |

| Dublin              | Faro/Loulé                                             | Klagenfurt                                             |
| ------------------- | ------------------------------------------------------ | ------------------------------------------------------ |
| Aviva Stadium       | Estádio Algarve                                        | Wörthersee Stadion                                     |
| Capacidade: 51.700  | Capacidade: 30.305                                     | Capacidade: 32.000                                     |
|                     |                                                        |                                                        |
| Lecce               | Dublin Faro/Loulé Klagenfurt Lecce Londres Madrid Nice | Dublin Faro/Loulé Klagenfurt Lecce Londres Madrid Nice |
| Stadio Via del Mare | Dublin Faro/Loulé Klagenfurt Lecce Londres Madrid Nice | Dublin Faro/Loulé Klagenfurt Lecce Londres Madrid Nice |
| Capacidade: 40.670  | Dublin Faro/Loulé Klagenfurt Lecce Londres Madrid Nice | Dublin Faro/Loulé Klagenfurt Lecce Londres Madrid Nice |
|                     | Dublin Faro/Loulé Klagenfurt Lecce Londres Madrid Nice | Dublin Faro/Loulé Klagenfurt Lecce Londres Madrid Nice |
| Londres             | Madrid                                                 | Nice                                                   |
| Stamford Bridge     | Metropolitano Stadium                                  | Allianz Riviera                                        |
| Capacidade: 41.631  | Capacidade: 67.703                                     | Capacidade: 35.624                                     |
|                     |                                                        |                                                        |

| Kallang            | Kallang |
| ------------------ | ------- |
| National Stadium   | Kallang |
| Capacidade: 55.000 | Kallang |
|                    | Kallang |

## Formato de disputa
Em cada jogo são concedidos 3 pontos para vitória no tempo regulamentar e 0 ponto por derrota no tempo regulamentar. Em caso de empate, será feita uma disputa de pênaltis. O vencedor da disputa ganha 2 pontos e o perdedor da disputa 1 ponto. A classificação será feita por (a) pontos ganhos, (b) saldo de gols, (c) gols marcados e (d) confronto direto.

## Partidas
A programação do jogo foi anunciada em 17 de abril de 2018. O calendário de jogos foi atualizado em 18 de junho, depois de o Lyon ter substituído o Sevilla. Cada equipe jogará 3 partidas, num total de 27 partidas.
- Atualizado em 4 de agosto de 2018 [7]

| 20 de julho | Manchester City | 0 – 1     | Borussia Dortmund | Soldier Field, Chicago                         |
| 20:00       |                 | Relatório | 27' (pen) Götze   | Público: 34 629 Árbitro: USA Armando Villareal |

| 21 de julho | Bayern de Munique                        | 3 – 1     | Paris Saint-Germain | Wörthersee Stadion, Klagenfurt                |
| 16:00       | Martínez 59' · Sanches 67' · Zirkzee 77' | Relatório | 30' Weah            | Público: 22 300 Árbitro: AUT Alexander Harkam |

Audi Football Summit
| 22 de julho | Liverpool    | 1 – 3     | Borussia Dortmund                           | Bank of America Stadium, Charlotte         |
| 16:00       | Van Dijk 24' | Relatório | 65' (pen), 88' Pulisic · 90+2' Bruun Larsen | Público: 55 547 Árbitro: USA Alley Chapman |

| 25 de julho | Juventus         | 2 – 0 | Bayern de Munique | Lincoln Financial Field, Filadélfia      |
| 19:00       | Favilli 32', 40' |       |                   | Público: 32 105 Árbitro: USA Chris Penso |

| 25 de julho | Borussia Dortmund | 2 – 2 | Benfica                  | Heinz Field, Pittsburgh                   |
| 20:00       | Philipp 20', 22'  |       | 51' Almeida · 69' Semedo | Público: 16 171 Árbitro: USA Nima Saghafi |

|                               |       | Penalidades                        |  |
| Wolf Gómez Burnić Sancho Isak | 3 - 4 | Lema Jonas Ferreyra Samaris Salvio |  |

| 25 de julho | Manchester City | 1 – 2 | Liverpool                    | MetLife Stadium, East Rutherford          |
| 20:00       | Sané 57'        |       | 63' Salah · 90+4' (pen) Mané | Público: 52 635 Árbitro: USA Sorin Stoica |

| 25 de julho | Roma        | 1 – 4 | Tottenham                              | SDCCU Stadium, San Diego                        |
| 19:00       | Schick 3' · |       | 9', 18' Llorente · 28' 44' Lucas Moura | Público: 18 861 Árbitro: USA Alejandro Mariscal |

| |       | Penalidades |  |
| Çalhanoğlu Borini Kessié Suso Pepe Reina Romagnoli Calabria Kalinić Musacchio Mauri Antonelli Çalhanoğlu Kessié | 8 - 9 | Andreas Pereira Herrera Sánchez McTominay Joel Pereira Bailly Smalling Tuanzebe Fosu-Mensah Hamilton Darmian Andreas Pereira Herrera |  |

| 26 de julho | Atlético de Madrid | 1 – 1 | Arsenal        | Estádio Nacional, Kallang                   |
| 19:30       | Vietto 41'         |       | 47' Smith Rowe | Público: 64 196 Árbitro: SIN Ahmad A'qashah |

|                                        |       | Penalidades                               |  |
| Correa Rodri Borja Garces Mollejo Adán | 3 - 1 | Mkhitaryan Willock Maitland-Niles Nketiah |  |

| 28 de julho | Arsenal                                                     | 5 – 1 | Paris Saint-Germain | Estádio Nacional, Kallang                |
| 19:30       | Özil 13' · Lacazette 67', 71' · Holding 87' · Nketiah 90+4' |       | 60' (pen) Nkunku    | Público: 50 308 Árbitro: SIN Nathan Chan |

| 28 de julho | Benfica      | 1 – 1 | Juventus     | Red Bull Arena, Harrison                        |
| 13:00       | Grimaldo 65' |       | 84' Clemenza | Público: 24 194 Árbitro: USA José Carlos Rivero |

|                                |       | Penalidades                      |  |
| Parks Jonas Samaris João Félix | 2 - 4 | Fagioli Can Beltrame Alex Sandro |  |

| 28 de julho | Chelsea  | 1 – 1 | Internazionale  | Allianz Riviera, Nice          |
| 20:00       | Pedro 8' |       | 49' Gagliardini | Árbitro: FRA Nicolas Rainville |

|                                               |       | Penalidades                                             |  |
| Jorginho Drinkwater Moses Abraham Azpilicueta | 5 - 4 | Ranocchia Gagliardini Lautaro Martínez Škriniar Karamoh |  |

| 28 de julho | Manchester United   | 1 – 4 | Liverpool                                                    | Michigan Stadium, Ann Arbor                  |
| 17:00       | Andreas Pereira 31' |       | 28' (pen) Mané · 66' Sturridge · 74' (pen) Ojo · 82' Shaqiri | Público: 101 254 Árbitro: USA Ismail Elfatah |

North West Derby
| 28 de julho | Bayern de Munique        | 2 – 3 | Manchester City                        | Hard Rock Stadium, Miami Gardens       |
| 19:00       | Shabani 15' · Robben 24' |       | 45+1', 70' Bernardo Silva · 51' Nmecha | Público: 29 195 Árbitro: USA Ted Unkel |

Audi Football Summit
| 28 de julho | Barcelona                   | 2 – 2 | Tottenham              | Rose Bowl, Pasadena                      |
| 20:00       | El Haddadi 15' · Arthur 29' |       | 73' Son · 75' N'Koudou | Público: 66 805 Árbitro: USA Kevin Stott |

|                                                  |       | Penalidades                 |  |
| Palencia Abel Ruiz Rodríguez Jiménez Puig Malcom | 5 - 3 | Son Davies Georgiou Sánchez |  |

| 30 de julho | Paris Saint-Germain                      | 3 – 2 | Atlético de Madrid               | National Stadium, Kallang                       |
| 19:30       | Nkuku 32' · Diaby 71' · Postolachi 90+2' |       | 75' Mollejo · 29' (g.c.) Bernede | Árbitro: SIN Muhammad Taqi Aljaafari bin Jahari |

| 31 de julho | Manchester United         | 2 – 1 | Real Madrid   | Hard Rock Stadium, Miami Gardens |
| 20:00       | Sánchez 17' · Herrera 26' |       | 45+3' Benzema |                                  |

| 31 de julho | Tottenham    | 1 – 0 | Milan | U.S. Bank Stadium, Minneapolis |
| 19:30       | N'Koudou 47' |       |       |                                |

| 31 de julho | Barcelona               | 2 – 4 | Roma                                                               | AT&T Stadium, Arlington |
| 21:00       | Rafinha 6' · Malcom 49' |       | 35' El Shaarawy · 78' Florenzi · 83' Cristante · 86' (pen) Perotti |                         |

| 1 de agosto | Arsenal         | 1 – 1 | Chelsea    | Aviva Stadium, Dublin |
| 20:00       | Lacazette 90+3' |       | 5' Rüdiger |                       |

|                                                      |       | Penalidades                                                   |  |
| Lacazette Nelson Guendouzi Maitland-Niles Özil Iwobi | 6 - 5 | Drinkwater Abraham Moses Emerson Palmieri Piazón Loftus-Cheek |  |

| 1 de agosto | Benfica                        | 2 – 3 | Lyon                                   | Estádio Algarve, Faro/Loulé |
| 21:00       | Pizzi 59' · Marcelo 64' (g.c.) |       | 40' Marcelo · 45' Traoré · 83' Terrier |                             |

Eusébio Cup
| 4 de agosto | Internazionale       | 1 – 0 | Lyon | Stadio Via del Mare, Lecce |
| 20:00       | Lautaro Martínez 52' |       |      |                            |

| 4 de agosto | Real Madrid                 | 3 – 1 | Juventus            | FedExField, Landover |
| 18:00       | Bale 39' · Asensio 47', 56' |       | 12' (g.c.) Carvajal |                      |

| 4 de agosto | Milan             | 1 – 0 | Barcelona | Levi's Stadium, Santa Clara |
| 17:00       | André Silva 90+3' |       |           |                             |

| 7 de agosto | Chelsea | 0 - 0 | Lyon | Stamford Bridge, Londres |
| 20:00       |         |       |      |                          |

|                                                   |       | Penalidades                    |  |
| Hazard Azpilicueta Marcos Alonso Barkley Jorginho | 5 - 4 | Diop Tete Gouiri Marcelo Ferri |  |

| 7 de agosto | Real Madrid           | 2 – 1 | Roma          |  |
| 20:00       | Asensio 2' · Bale 15' |       | 83' Strootman |  |

| 11 de agosto | Atlético de Madrid | 0–1 | Internazionale       | Wanda Metropolitano, Madrid |
| 20:00        |                    |     | Lautaro Martínez 31' | Público: 23,427             |

## Classificação
As 18 equipes serão classificadas com base nos resultados de seus três jogos, com a equipe de melhor classificação sendo campeã.
| Pos. | Equipe              | Pts | J | V | VP | DP | D | GP | GC | SG | Situação |
| ---- | ------------------- | --- | - | - | -- | -- | - | -- | -- | -- | -------- |
| 1    | Tottenham           | 7   | 3 | 2 | 0  | 1  | 0 | 7  | 3  | +4 | Campeão  |
| 2    | Borussia Dortmund   | 7   | 3 | 2 | 0  | 1  | 0 | 6  | 3  | +3 |          |
| 3    | Internazionale      | 7   | 3 | 2 | 0  | 1  | 0 | 3  | 1  | +2 |          |
| 4    | Arsenal             | 6   | 3 | 1 | 1  | 1  | 0 | 7  | 3  | +4 |          |
| 5    | Liverpool           | 6   | 3 | 2 | 0  | 0  | 1 | 7  | 5  | +2 |          |
| 6    | Real Madrid         | 6   | 3 | 2 | 0  | 0  | 1 | 6  | 4  | +2 |          |
| 7    | Chelsea             | 5   | 3 | 0 | 2  | 1  | 0 | 2  | 2  | 0  |          |
| 8    | Juventus            | 5   | 3 | 1 | 1  | 0  | 1 | 4  | 4  | 0  |          |
| 9    | Manchester United   | 5   | 3 | 1 | 1  | 0  | 1 | 4  | 6  | -2 |          |
| 10   | Lyon                | 4   | 3 | 1 | 0  | 1  | 1 | 3  | 3  | 0  |          |
| 11   | Milan               | 4   | 3 | 1 | 0  | 1  | 1 | 2  | 2  | 0  |          |
| 12   | Benfica             | 3   | 3 | 0 | 2  | 1  | 1 | 5  | 6  | -1 |          |
| 13   | Bayern de Munique   | 3   | 3 | 1 | 0  | 0  | 2 | 5  | 6  | -1 |          |
| 14   | Manchester City     | 3   | 3 | 1 | 0  | 0  | 2 | 4  | 5  | -1 |          |
| 15   | Roma                | 3   | 3 | 1 | 0  | 0  | 2 | 6  | 8  | -2 |          |
| 16   | Paris Saint-Germain | 3   | 3 | 1 | 0  | 0  | 2 | 5  | 10 | -5 |          |
| 17   | Atlético de Madrid  | 2   | 3 | 0 | 1  | 0  | 2 | 3  | 5  | -2 |          |
| 18   | Barcelona           | 2   | 3 | 0 | 1  | 0  | 2 | 4  | 7  | -3 |          |

## Transmissão no Brasil
A International Champions Cup foi transmitida no Brasil pelo canal Fox Sports e , Record News e PlayPlus